# Путін Спиридон Іванович
Спиридон Іванович Путін (рос. Спиридон Иванович Путин; 19 грудня 1879, Тверська губернія — 8 березня або 19 грудня 1965, Іллінський) — дід Володимира Путіна, кухар Володимира Леніна і Сталіна.